# Dirk Heidemann

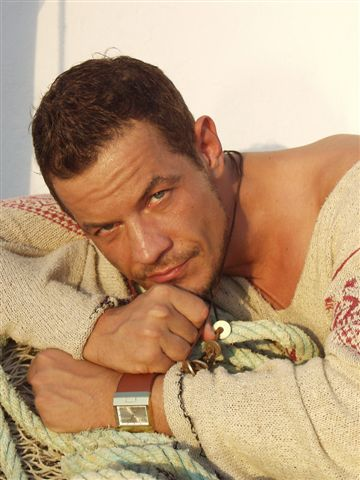
Dirk Heidemann

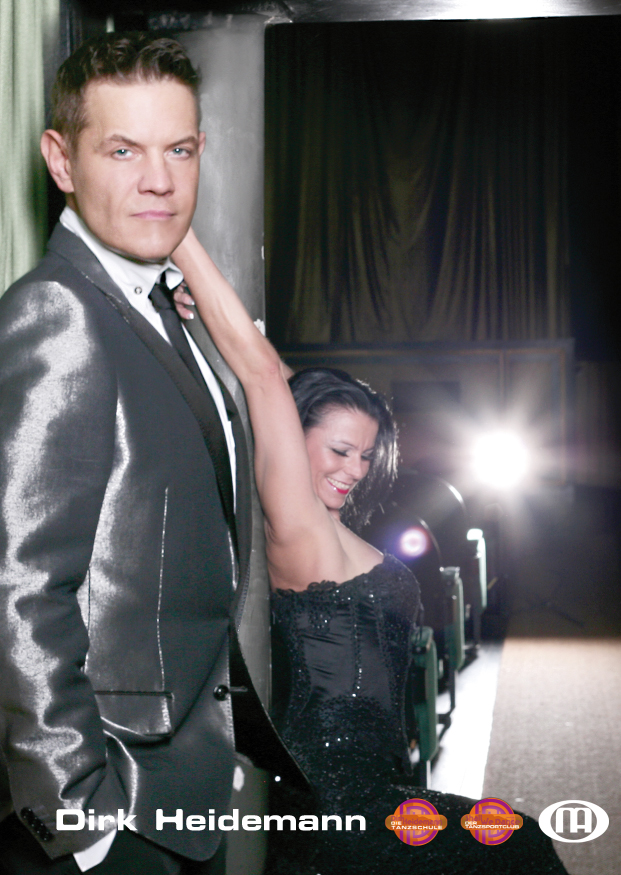
Autogrammkarte von Dirk Heidemann

Dirk Heidemann (* 18. April 1961 in Berlin) ist ein deutscher Tanzsporttrainer, Choreograf, Autor, ehemaliger Turniertänzer und Fotomodell sowie internationaler Tanz-Wertungsrichter.

## Leben
Heidemann war mehrfacher Jugendmeister und deutscher Vizemeister der A-Klasse Latein. Mit 17 Jahren wechselte er zu den Profis und erreichte 1993 das Finale der Kür-Weltmeisterschaft in den lateinamerikanischen Tänzen.
Er ist Trainer mehrerer Weltmeisterpaare, führte als Verbandstrainer des Deutschen Tanzsportverbandes unter anderem Christoph Kies und Blanca Ribas Turón zur Weltmeisterschaft.
Zwischen 2006 und 2011 war er in seiner Aufgabe als Choreograf in mehreren Casting-Shows (You Can Dance bei Sat.1, Deutschland sucht den Superstar bei RTL, Das Hochzeitsschiff in der ARD) auch im Fernsehen präsent. Des Weiteren ist er Verfasser einiger Artikel über Tanzturniere und Professor für Tanzsport an der Sportuniversität von Zheng Zhou, China.
Am 18. April 2011 erhielt Dirk Heidemann die Trainer-Ehrennadel des Deutschen Tanzsportverbandes.
Die World Dancesport Federation (WDSF) beauftragte Dirk Heidemann im März 2013, die Choreografie eines Flashmobs für die World Dancesport Games 2013 in Kaohsiung, Taiwan, zu erstellen. Dirk Heidemann wählte den Song Stamp Your Feet der damals  kurz zuvor verstorbenen Sängerin Donna Summer. Im April 2013 wurde ein Video in Sant Cugat, Spanien, gedreht. Dirk Heidemann ist dort selbst als Tänzer zu sehen. Der Flashmob wurde bei der Eröffnungsveranstaltung mit großem Erfolg vorgestellt. Bei der Abschlussveranstaltung tanzten circa 6500 Athleten Stamp your Feet vor laufenden TV-Kameras. Stamp your Feet gilt heute als einer der größten Flashmobs der Welt.
Im Jahr 2014 wurde eine neue CD mit lateinamerikanischer Tanzmusik unter dem Titel Dirk Heidemann - The New Latin Session unter Mitwirkung von Dirk Heidemann von dem Musik-Label „YesMusic“  produziert. Hier ist Dirk Heidemann auch als Sänger zu hören.
Im November 2014 präsentierte Dirk Heidemann seine erste eigene TV-Comedy-Show Deutschlands peinlichste Tänzer auf RTL.
Im Jahr 2015 führte Heidemann die russischen Meister Armen Tsaturyan und Svetlana Gudyno als Trainer zum Gewinn der Europameisterschaft und zum Vize-Weltmeister-Titel in den lateinamerikanischen Tänzen. Des Weiteren wurde das von ihm trainierte israelische Paar Artyom Liaskovsky und Liana Odikadze Weltmeister in den lateinamerikanischen Tänzen in der Kategorie „Under21“. Es ist der erste Weltmeistertitel für Israel im Tanzsport seit Existenz des Landes. Im Februar 2017 eröffnete Dirk Heidemann seine eigene Tanzschule in Manchester, Connecticut, USA. Seit 2017 ist Dirk Heidemann Mitglied in der Jury der ORF-Tanzshow Dancing Stars in Österreich, im Dezember 2018 und Januar 2019 war er Jury-Mitglied bei Masters of Dance.
Dirk Heidemann lebt in Berlin.